# Sygepleje
|  | Denne artikel handler om den humane (menneskerelaterede) sygepleje. For artiklen om den veterinære (dyrerelaterede) sygepleje, se Veterinærsygepleje. |
Sygepleje er, som ordet siger, kunsten at pleje de(n) syge. Dette er gennem alle tider (frem til og med i dag) blevet varetaget af enhver, der har kunnet yde assistance til en syg eller tilskadekommen. Typisk er dette hverv tilfaldet husstandens kvinder, om end man gennem tiden også har kunnet hente hjælp hos alt fra kloge koner til munke og nonner. Indtil for relativt nylig blev evnen til at yde sygepleje anset, i den vestlige verden, som værende en medfødt, kvindelig evne; det var ikke nødvendigvis noget, kvinder skulle oplæres i, da det lå i deres natur. Til visse tider har man endda haft holdninger til, at sygepleje udelukkende var en kvindelig egenskab, og således noget, mænd var ude af stand til at udføre.
I nyere tid har staten etableret uddannelsen til sygeplejerske som et studie, der læses ved professionsskolerne samt universiteterne. Den uprofessionelle sygepleje udføres sideløbende med den professionelle sygepleje, eftersom enhver som plejer en syg person, f.eks. moderen der plejer sit syge barn, stadigvæk drager denne form for omsorg og pleje. Sygeplejeopgaver bliver i dag varetaget af sygeplejersker både inden for primær- og sekundærsektoren (i eget hjem/plejehjem og hospital). Inden for disse sektorer bliver syge og alderdomssvækkede mennesker ligeledes passet og plejet af øvrige faggrupper foruden sygeplejersker, disse faggrupper tæller social- og sundhedshjælpere og -assistenter, sygehjælpere med flere.
I dag associeres sygepleje ofte med omsorg; de to ord opfattes ikke sjældent som synonymer. Imidlertid er sygepleje mere end omsorg, ligesom omsorg er mere end sygepleje. Alt efter hvilken sygeplejeteoretisk vinkel, der ligger til grund for sygeplejen, kan sygepleje have mange forskellige aspekter, herunder praktiske, mellem-menneskelige, omsorgsmæssige, relationelle, organisatoriske, koordinerende, ledelsesmæssige og forebyggende aspekter. Fortalere for de forskellige betragtninger kan eksempelvis findes blandt følgende sygeplejeteoretikere: Florence Nightingale (1820 – 1910), Joyce Travelbee (1926 - 1973), Virginia Henderson (1897 - 1996) og Merry Elisabeth Scheel (1929 - 2007).
Sygepleje må adskilles fra lægegerningen. En læges primære funktion er at helbrede den syge eller tilskadekomne, mens sygeplejerskens primære funktion er at udøve sygepleje (inkl. omsorg) før, under og efter behandling finder sted. Populært kan det siges, at lægens gerning ophører med fraværet af sygdom, mens sygeplejen dækker alle de aspekter af menneskets eksistens, hvor patienten (eller dennes pårørende/omgivelser) har brug for professionel viden og hjælp; således varetager sygeplejen også den profylaktiske dimension.